# Horvátország a 2011-es úszó-világbajnokságon
Horvátország a 2011-es úszó-világbajnokságon 33 sportolóval vett részt.

## Érmesek
|     | Nemzet       | Arany | Ezüst | Bronz | Összesen |
| 27. | Horvátország | 0     | 0     | 1     | 1        |

| Érem      | Név | Esemény                                | Dátum      |
| --------- | --- | -------------------------------------- | ---------- |
| Bronzérem | Josip Pavic Damir Burić Miho Bošković Nikša Dobud Maro Joković Petar Muslim Frano Karac Andro Buslje Sandro Sukno Samir Barac Fran Paskvalin Paulo Obradović Ivan Buljubasic | 2011-es férfi vízilabda-világbajnokság | július 30. |

## Hosszútávúszás
Férfi
| Versenyzők     | Esemény                            | Döntő      | Döntő    |
| Versenyzők     | Esemény                            | Idő        | Helyezés |
| -------------- | ---------------------------------- | ---------- | -------- |
| Josip Soldo    | Férfi 10 kilométeres hosszútávúszá | 2:08:12.9  | 51       |
| Josip Soldo    | Férfi 25 kilométeres hosszútávúszá | DNF        | DNF      |
| Tomislav Soldo | Férfi 10 kilométeres hosszútávúszá | 2::12:30.2 | 57       |
| Tomislav Soldo | Férfi 25 kilométeres hosszútávúszá | DNF        | DNF      |

Női
| Versenyzők  | Esemény                           | Döntő     | Döntő    |
| Versenyzők  | Esemény                           | Idő       | Helyezés |
| ----------- | --------------------------------- | --------- | -------- |
| Karla Sitic | Női 10 kilométeres hosszútávúszás | 2:02:29.6 | 17       |
| Karla Sitic | Női 25 kilométeres hosszútávúszás | 5:37:49.8 | 12       |

## Úszás
Férfi
| Versenyző       | Esemény                         | Selejtező | Selejtező | Elődöntő          | Elődöntő          | Döntő             | Döntő             |
| Versenyző       | Esemény                         | Idő       | Helyezés  | Idő               | Helyezés          | Idő               | Helyezés          |
| --------------- | ------------------------------- | --------- | --------- | ----------------- | ----------------- | ----------------- | ----------------- |
| Mario Todorovic | Férfi 100 méteres gyorsúszás    | 50.16     | 38        | Nem jutott tovább | Nem jutott tovább | Nem jutott tovább | Nem jutott tovább |
| Mario Todorovic | Férfi 50 méteres pillangóúszás  | 24.05     | 20        | Nem jutott tovább | Nem jutott tovább | Nem jutott tovább | Nem jutott tovább |
| Mario Todorovic | Férfi 100 méteres pillangóúszás | 53.56     | 33        | Nem jutott tovább | Nem jutott tovább | Nem jutott tovább | Nem jutott tovább |
| Dominik Straga  | Férfi 200 méteres gyorsúszás    | 1:51.35   | 34        | Nem jutott tovább | Nem jutott tovább | Nem jutott tovább | Nem jutott tovább |
| Erazmo Marsanic | Férfi 800 méteres gyorsúszás    | 8:23.53   | 44        |                   |                   | Nem jutott tovább | Nem jutott tovább |
| Roko Simunic    | Férfi 50 méteres hátúszás       | 26.07     | 23        | Nem jutott tovább | Nem jutott tovább | Nem jutott tovább | Nem jutott tovább |
| Lovro Bilonic   | Férfi 100 méteres mellúszás     | 1:02.44   | 46        | Nem jutott tovább | Nem jutott tovább | Nem jutott tovább | Nem jutott tovább |
| Niksa Roki      | Férfi 200 méteres vegyesúszás   | 2:03.89   | 30        | Nem jutott tovább | Nem jutott tovább | Nem jutott tovább | Nem jutott tovább |

Női
| Versenyző       | Esemény                  | Selejtező | Selejtező | Elődöntő          | Elődöntő          | Döntő             | Döntő             |
| Versenyző       | Esemény                  | Idő       | Helyezés  | Idő               | Helyezés          | Idő               | Helyezés          |
| --------------- | ------------------------ | --------- | --------- | ----------------- | ----------------- | ----------------- | ----------------- |
| Sanja Jovanovic | Női 50 méteres hátúszás  | 29.03     | 22        | Nem jutott tovább | Nem jutott tovább | Nem jutott tovább | Nem jutott tovább |
| Sanja Jovanovic | Női 100 méteres hátúszás | 1:02.75   | 31        | Nem jutott tovább | Nem jutott tovább | Nem jutott tovább | Nem jutott tovább |

## Vízilabda

### Férfi
Kerettagok
- Josip Pavic
- Damir Burić
- Miho Bošković
- Nikša Dobud
- Maro Joković
- Petar Muslim
- Frano Karać
- Andro Buslje
- Sandro Sukno
- Samir Barac – Kapitány
- Fran Paskvalin
- Paulo Obradović
- Ivan Buljubasic

#### C csoport
| Csapat       | M | Gy | D | V | G+ | G– | Gk  | P |
| ------------ | - | -- | - | - | -- | -- | --- | - |
| Horvátország | 3 | 3  | 0 | 0 | 43 | 16 | +27 | 6 |
| Kanada       | 3 | 2  | 0 | 1 | 28 | 25 | +3  | 4 |
| Japán        | 3 | 1  | 0 | 2 | 25 | 40 | –15 | 2 |
| Brazília     | 3 | 0  | 0 | 3 | 25 | 40 | –15 | 0 |

| 2011. július 18. 13:30 | Brazília             | 5 – 14      | Horvátország | Sanghaj Nézőszám: 250 Játékvezetők: Gonzalez (PUR), Cirić (SRB) |
| 2011. július 18. 13:30 | (0–5, 1–3, 3–4, 1–2) |             |              | Sanghaj Nézőszám: 250 Játékvezetők: Gonzalez (PUR), Cirić (SRB) |
| 2011. július 18. 13:30 | Crivella 2           | Jegyzőkönyv | Bošković 4   | Sanghaj Nézőszám: 250 Játékvezetők: Gonzalez (PUR), Cirić (SRB) |

| 2011. július 20. 10:50 | Kanada               | 4 – 11      | Horvátország | Sanghaj Nézőszám: 300 Játékvezetők: Borrell (ESP), Williams (NZL) |
| 2011. július 20. 10:50 | (1–3, 3–3, 0–3, 0–2) |             |              | Sanghaj Nézőszám: 300 Játékvezetők: Borrell (ESP), Williams (NZL) |
| 2011. július 20. 10:50 | négy játékos 1       | Jegyzőkönyv | Dobud 4      | Sanghaj Nézőszám: 300 Játékvezetők: Borrell (ESP), Williams (NZL) |

| 2011. július 22. 10:50 | Japán                | 7 – 18      | Horvátország | Sanghaj Nézőszám: 500 Játékvezetők: Ni (CHN), Balfanvajev (KAZ) |
| 2011. július 22. 10:50 | (1–6, 1–3, 2–4, 3–5) |             |              | Sanghaj Nézőszám: 500 Játékvezetők: Ni (CHN), Balfanvajev (KAZ) |
| 2011. július 22. 10:50 | három játékos 2      | Jegyzőkönyv | Joković 3    | Sanghaj Nézőszám: 500 Játékvezetők: Ni (CHN), Balfanvajev (KAZ) |

#### Negyeddöntő
| 37. mérkőzés 2011. július 26. 16:40 | Horvátország         | 9 – 6       | Montenegró | Sanghaj Nézőszám: 350 Játékvezetők: Tulga (TUR), Stavridis (GRE) |
| 37. mérkőzés 2011. július 26. 16:40 | (2–2, 2–1, 4–0, 1–3) |             |            | Sanghaj Nézőszám: 350 Játékvezetők: Tulga (TUR), Stavridis (GRE) |
| 37. mérkőzés 2011. július 26. 16:40 | Joković 4            | Jegyzőkönyv | Radovic 2  | Sanghaj Nézőszám: 350 Játékvezetők: Tulga (TUR), Stavridis (GRE) |

#### Elődöntők
| 44. mérkőzés 2011. július 28. 21:00 | Horvátország         | 8 – 9       | Olaszország | Sanghaj Nézőszám: 1200 Játékvezetők: Borrell (ESP), Koganov (AZE) |
| 44. mérkőzés 2011. július 28. 21:00 | (0–1, 1–2, 3–5, 4–1) |             |             | Sanghaj Nézőszám: 1200 Játékvezetők: Borrell (ESP), Koganov (AZE) |
| 44. mérkőzés 2011. július 28. 21:00 | Bošković 3           | Jegyzőkönyv | Giorgetti 3 | Sanghaj Nézőszám: 1200 Játékvezetők: Borrell (ESP), Koganov (AZE) |

#### A 3. helyért
| 47. mérkőzés 2011. július 30. 16:00 | Magyarország         | 11 – 12     | Horvátország | Sanghaj Nézőszám: 1200 Játékvezetők: Borrell (ESP), Stavridis (GRE) |
| 47. mérkőzés 2011. július 30. 16:00 | (2–5, 2–3, 5–3, 2–1) |             |              | Sanghaj Nézőszám: 1200 Játékvezetők: Borrell (ESP), Stavridis (GRE) |
| 47. mérkőzés 2011. július 30. 16:00 | Varga, Biros 3       | Jegyzőkönyv | Bošković 4   | Sanghaj Nézőszám: 1200 Játékvezetők: Borrell (ESP), Stavridis (GRE) |

| Csapat       | Helyezés  |
| ------------ | --------- |
| Horvátország | Bronzérem |